# Jerome Isaac Friedman
Jerome Isaac Friedman (Chicago, Illinois; 28 de marzo de 1930) es un físico estadounidense hijo de padres que emigraron a Estados Unidos desde Rusia. Empezó a interesarse por la física después de leer un libro de relatividad de Albert Einstein, y por eso estudió física en la Universidad de Chicago. Trabajó con Enrico Fermi, y recibió su Ph.D. en física en 1956.
Él co-descubrió experimentalmente la evidencia de los quarks. Ganó el Premio Nobel de Física en 1990. Él ahora es profesor del MIT.